# Masanobu Kuno
Masanobu Kuno (久野 正信, Kuno Masanobu) est un pilote japonais de la Seconde Guerre mondiale en service dans l'aviation de l'armée de terre.
En partance de la célèbre base des kamikazes de Chiran (en), il effectua une mission suicide le 24 mai 1945.
Il est surtout connu pour avoir écrit une lettre à son fils Masanori (cinq ans) et à sa fille Kiyoko (deux ans) la veille même de son départ. Il l'écrivit en caractères katakana car ils sont les premiers à être enseignés lors des niveaux les plus élémentaires des écoles japonaises,.